# Alberto Berna
Alberto Ponciano Berna Montorio (Cadrete, Zaragoza, España, 12 de octubre de 1973), más conocido como Alberto Berna, es un entrenador de fútbol español.

## Trayectoria
Entrenador de diversos equipos aragoneses de la Tercera División de España como el Club Deportivo Maella, el Atlético Calatayud, la Sociedad Deportiva Huesca en Segunda División B de España, o el Club Deportivo Alagón, en 2007 pasó a ser entrenador del Prainsa Zaragoza de fútbol femenino con el que compitió durante once temporadas como entrenador del mismo, el club pasaría a llamarse posteriormente Zaragoza Club de Fútbol Femenino en 2017. A día de hoy es uno de los entrenadores con más partidos disputados en la Primera División Femenina de España con 343 partidos en la élite del fútbol femenino español.

## Clubes
| Club         | País   | Año       |
| ------------ | ------ | --------- |
| S. D. Huesca | España | 2002      |
| Zaragoza CFF | España | 2007-2018 |